# Metopistis
Metopistis là một chi bướm đêm thuộc họ Erebidae.

## Loài
- Metopistis erschoffi Christoph, 1885
- Metopistis picturata Rothschild, 1909